# 114
Secole: Secolul I - Secolul al II-lea - Secolul al III-lea
Decenii: Anii 60 Anii 70 Anii 80 Anii 90 Anii 100 - Anii 110 - Anii 120 Anii 130 Anii 140 Anii 150 Anii 160
Ani: 109 | 110 | 111 | 112 | 113 | 114 | 115 | 116 | 117 | 118 | 119

## Evenimente
- Împăratul Traian inițiază un ultim efort ofensiv roman în Orient, atacând Parția.

## Decese
- dată necunoscută: Sedecion al Bizanțului episcop de Bizanț de la începutul secolului al II-lea (n. ?)